# 四條大宮站
四條大宮站（日语：／ Shijō-Ōmiya eki */?）是位于日本京都府京都市下京區，屬於京福電氣鐵道嵐山本線的電車站。該線向西穿过右京區，並止于嵐山。

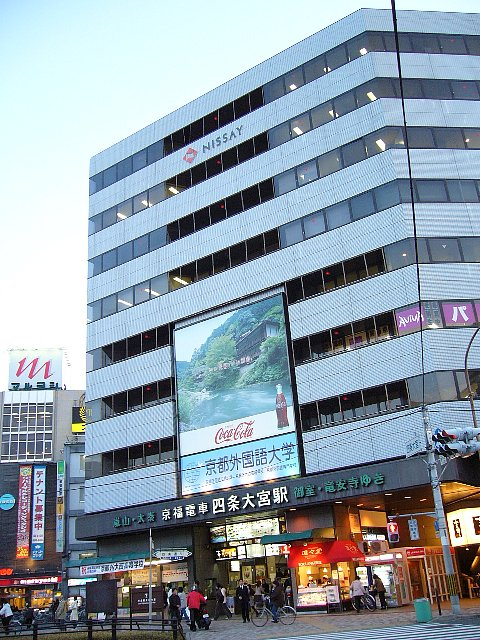
使用「嵐電」Logo前的車站大樓

## 歷史
本站的站名源自於四條通與大宮通交岔的「四条大宮」。過去站前可搭乘京都市電的千本線、四條線、大宮線與梅津線，當時的站名為四條大宮停留場（1912年9月12日 - 1972年1月22日）。
- 1910年（明治43年）3月25日 - 本站作為嵐山電車軌道的車站開業，當時的名稱為京都站（きょうとえき）[6][7]。
- 1918年（大正7年）4月2日 - 由於公司合併，成為京都電燈經營的嵐山電鐵的車站[7]。
- 1925年（大正14年）11月16日 - 改稱為四條大宮站[7]。
- 1942年（昭和17年）3月2日 - 由於路線繼承，成為京福電氣鐵道的車站[7]。
- 1986年（昭和61年）7月 - 站舍完工。

## 车站結構
本站為設於地面的車站，由两个双港灣式月台和一个大廳组成。在兩個月台皆停靠駛往嵐山的列車。
| 月台 | 路線     | 目的地            |
| ---- | -------- | ----------------- |
| 1・2 | 嵐山本線 | 往 帷子之辻、嵐山 |

## 車站周邊
- 阪急京都線 大宮站
- 京福電氣鐵道 本社

## 相鄰車站
京福電氣鐵道
 嵐山本線
四條大宮（A1）－西院（A2）
- 曾經本站與西院站間設有壬生站，但在1971年（昭和46年）7月11日被廢止。此外，本站與西院站的站距為1.4km，是京福電氣鐵道中最長的站距。